# Ruby Commey
Ruby Commey (* 29. Juli 1991 in Berlin) ist eine deutsche Schauspielerin.

## Leben
Nach ihrem Abitur 2011 spielte sie von 2011 bis 2012 am Deutschen Theater in dem Stück Fluchtpunkt Berlin (Regie: Tobias Rausch) mit. Sie war in den folgenden Jahren an den Kammerspielen des Deutschen Theaters zu sehen, so in Tod.Sünde.7 (2013–2015) und Alice (2015). Vorsprechrollen ergaben sich für Ingrid Lausunds Hysterikon, einen Monolog als Gudrun Ensslin in Wenn du geredet hättest, Desdemona und als Sonja in Onkel Wanja. Von 2016 bis 2019 studierte sie an der Universität der Künste Berlin Schauspiel. 2017 war sie am Deutschen Theater als Miss Forsythe in Bastian Krafts Inszenierung von Arthur Millers Tod eines Handlungsreisenden zu sehen. Ebenfalls wirkte sie 2017 am Berliner Ensemble in David Böschs Inszenierung Eine Frau – Mary Page MarloweI mit. 2018 spielte sie in Hermann Schmidt-Rahmers Inszenierung Ein Sportstück von Elfriede Jelinek am Theater an der UdK Berlin mit. Zur Spielzeit 2019/20 wurde sie unter der Intendanz von Sonja Anders an das Schauspiel Hannover engagiert, welche nach zwei Jahren endete.
Internationale Aufmerksamkeit bekam Commey durch das Musikvideo Deutschland, das die Band Rammstein im März 2019 veröffentlichte und in dem sie die Germania spielt. In diesem Musikvideo erhält sie mehr Auftrittszeit als die meisten Bandmitglieder von Rammstein.

## Filmografie
- 2018: Am Ende des Tages (Kurzfilm)
- 2019: Rammstein – Deutschland (Musikvideo)
- 2021: Das System Bist Du (Kurzfilm)
- 2022: Ladybitch
- 2023: Nächste Ausfahrt Glück – Familienbesuch
- 2023: Nächste Ausfahrt Glück – Katharinas Entscheidung
- 2023: Die nettesten Menschen der Welt (Fernsehserie, 2 Folgen)
- 2024: Die geschützten Männer (Komödie)
- 2024: Nächste Ausfahrt Glück – Übers Ziel hinaus

## Hörspiele
- 2023: DESIRE. Über Sex, Arbeit und queeres Begehren (6-teilige Serie, WDR)[5]